# Nazionale maschile di pallanuoto dell'Australia
La nazionale di pallanuoto maschile dell'Australia è la rappresentativa nazionale australiana nelle competizioni internazionali di pallanuoto maschile. La federazione da cui è controllata è la Australian Water Polo Inc..
L'Australia è una delle poche nazionali extraeuropee di alto livello. Ha partecipato a 14 Olimpiadi e a tutti i Campionati mondiali disputati, ma non è mai riuscita a conquistare il podio in tali manifestazioni, raggiungendo rispettivamente il quinto ed il quarto posto. Ha invece ottenuto il terzo posto in World League e il secondo posto in Coppa del Mondo.

Gli australiani possono anche vantare un argento ai Mondiali junior ed un successo all'Universiade 2009.

## Risultati

### Massime Competizioni
Giochi olimpici
- 1948 17º
- 1952 17º
- 1956 9º
- 1960 15º
- 1964 12º
- 1968 rinuncia
- 1972 12º
- 1976 11º
- 1980 7º
- 1984 5º
- 1988 8º
- 1992 5º
- 2000 8º
- 2004 9º
- 2008 8º
- 2012 7º
- 2016 9º
- 2020 9º
- 2024 8º

Mondiali
- 1973 14º
- 1975 11º
- 1978 9º
- 1982 11º
- 1986 10º
- 1991 8º
- 1994 10º
- 1998 4º
- 2001 10º
- 2003 7º
- 2005 10º
- 2007 10º
- 2009 10º
- 2011 9º
- 2013 8º
- 2015 8º
- 2017 7º
- 2019 6º
- 2022 11º
- 2023 10º
- 2024 11º
- 2025 13º

### Altre
Coppa del Mondo
- 1981 7º
- 1985 7º
- 1987 7º
- 1991 7º
- 1993  Bronzo
- 1999 8º
- 2010 6º
- 2014 5º
- 2018  Argento

World League
- 2003 7º
- 2004 7º
- 2005 11º
- 2006 4º
- 2007  Bronzo
- 2008  Bronzo
- 2009 6º
- 2010 4º
- 2011 6º
- 2012 7º
- 2014 4º
- 2015 5º
- 2016 5º
- 2017 7º
- 2018 6º
- 2019  Bronzo
- 2022 7º

### Competizioni giovanili
- Universiadi: 1

2009

## Formazioni

### Olimpiadi
Giochi olimpici - Londra 1948Dalley • King • Johnston • McKay • L. Ferguson • Burge • Doerner • French • Cornforth • J. Ferguson • Phillips, CT: -
Giochi olimpici - Helsinki 1952Laing • Smee • Foster • Bennett • Jordan • Hastie • Orchard • Fenech • French • O'Doherty • Whitehead, CT: -
Giochi olimpici - Melbourne 1956Laing • Smee • Whitehead • Bennett • Orchard • Foster • Pierce • O'Brien • McCabe • Charleston, CT: -
Giochi olimpici - Roma 1960Charleston, Clark, Hoad, O'Brien, Pierce, Sherman, Thornett, Whitehead, Wiegard, Withers, CT: -
Giochi olimpici - Tokyo 1964Withers • Hoad • Mills • Pierce • Barnes • Wiegard • Nunn • Hammond • McAtee • Samuel • Phillips, CT: -
Giochi olimpici - Monaco di Baviera 1972Withers • Hoad • Woods • Montgomery • McLauchlain • Menzies • Neesham • Nunn • Barnes • Wiegard • Tilley, CT: -
Giochi olimpici - Montréal 1976Williams • Neesham • Mills • Montgomery • Brooks • Kerr • Langdon • Turner • D. Woods • Goff • R. Woods, CT: Tom Hoad
Giochi olimpici - Mosca 1980M. Turner • Neesham • Bryant • Montgomery • Muspratt • Kerr • Falson • C. Turner • Callaghan • Goff • Steward, CT: Tom Hoad
Giochi olimpici - Los Angeles 1984M. Turner • Pengelley • Bryant • Montgomery • Sherwell • Kerr • Mayers • Townsend • C. Turner • Callaghan • Wybrow • Basser • Muspratt, CT: Tom Hoad
Giochi olimpici - Seul 19881 Townsend, 2 Pengelley, 3 Harrison, 4 Stockwell, 5 Wightman, 6 Kerr, 7 Mayers, 8 Clark, 9 Fox, 10 Wybrow, 11 Asher, 12 Taylor, 13 Cameron, CT: Tom Hoad
Giochi olimpici - Barcellona 19921 Townsend, 2 Marsden, 3 Fox, 4 Stockwell, 5 Wightman, 6 P. Oberman, 7 Mayers, 8 Clark, 9 Newman, 10 Wybrow, 11 M. Oberman, 12 McFadden, 13 Asher, CT: Charles Turner
Giochi olimpici - Sydney 20001 Boyd, 2 Denis, 3 Kovalenko, 4 Marsden, 5 Miller, 6 Neesham, 7 Oberman, 8 Owen-Jones, 9 Sterk, 10 Thomas, 11 Waterman, 12 Whalan, 13 Woods, CT: Cameron
Giochi olimpici - Atene 20041 Stanton, 2 Semmens, 3 Franklin, 4 Figlioli, 5 Miller, 6 Jenkins, 7 Neesham, 8 McGregor, 9 Whalan, 10 Woods, 11 Osadchuk, 12 Thomas, 13 Sterk, CT: Šagaev
Giochi olimpici - Pechino 20081 Stanton, 2 Campbell, 3 Franklin, 4 Figlioli, 5 Maitland, 6 Martin, 7 Neesham, 8 McGregor, 9 Whalan, 10 Woods, 11 Howden, 12 Beadsworth, 13 Sterk, CT: John Fox
Giochi olimpici - Londra 20121 Dennerley, 2 Campbell, 3 Cleland, 4 Cotterill, 5 Younger, 6 Beadsworth, 7 Roach, 8 McGregor, 9 Whalan, 10 Woods, 11 Howden, 12 Miller, 13 Clark, CT: John Fox
Giochi olimpici - Rio de Janeiro 20161 Dennerley, 2 Campbell, 3 Ford, 4 Cotterill, 5 Martin, 6 Gilchrist, 7 Roach, 8 Younger, 9 Swift, 10 Kayes, 11 Howden, 12 Emery, 13 Stanton, CT: Fatović
Giochi olimpici - Tokyo 20201 Hrysanthos, 2 Campbell, 3 G. Ford, 4 Tomašević, 5 Power, 6 L. Edwards, 7 Roach, 8 Younger, 9 A. Ford, 10 Putt, 11 Howden, 12 B. Edwards, 13 Dennerley, CT: Fatović

### Altre
- World League - Berlino 2007 -  Bronzo:

Mitchal Ainsworth, Jamie Beadsworth, Richard Campbell, John Cotterill, Pietro Figlioli, Trent Franklin, Robert Maitland, Anthony Martin, Ryan Moody, Nick O'Halloran, Grant Richardson, James Stanton, Thomas Whalan.
- Mondiali - Melbourne 2007 - 10º posto:

James Stanton, Daniel Marsedn, Trent Franklin, Pietro Figlioli, Robert Maitland, Anthony Martin, Timothy Neesham, Samuel McGregor, Thomas Whalan, Gavin Woods, John Cotterill, Jamie Beadsworth, Laurie Trettel.
- Mondiali - Roma 2009 - 10º posto:

James Stanton, Richard Campbell, Timothy Cleland, Nicholas O'Halloran, Robert Maitland, Anthony Martin, John cotterill, Grant Richardson, Thomas Whalan, William Miller, Rhys Howden, Sean Boyd, Luke Quinlivan.
- Coppa del Mondo - Oradea 2010 - 6º posto:

James Stanton, Richard Campbell, Baird Mitchell, Nicholas O'Halloran, Robert Maitland, Anthony Martin, Aaron Younger, Sam McGregor, Joel Swift, Rhys Howden, John Cotteril, William Miller, Joel Dennerley.